# 豐田瑣織
豐田瑣織（日语：とよた 瑣織），日本插畫家、漫畫家。代表作《傳說的勇者的傳說》（著：鏡貴也）、《這個勇者明明超TUEEE卻過度謹慎》（著：土日月）曾播出電視動畫。

## 人物簡介
國中時期開始喜歡收藏小說《秀逗魔導士》，之後在《魔術士歐菲》的電台節目發表合作的商業連載創作正式出道。
私生活方面，育有2個兒子。

## 作品列表
插畫
- 傳說的勇者的傳說（著：鏡貴也，〈富士見Fantasia文庫〉，KADOKAWA／富士見書房）
- 天使降夏 （著：松野大介（日语：マツノダイスケ）〉，〈富士見Mystery文庫，KADOKAWA／富士見書房）
- 異世界管理人 久藤幸太郎（著：鈴木鈴，〈電撃文庫〉，KADOKAWA／ASCII Media Works）
- （著：朝倉輪，〈講談社輕小說文庫〉，講談社）
- （著：熱井拳也，〈OVERLAP文庫〉，OVERLAP）
- （著：真島文吉，〈HERO文庫〉，主婦之友社（日语：主婦の友社））
- 這個勇者明明超TUEEE卻過度謹慎（著者：土日月，〈角川BOOKS〉）
- （著：東導號，〈HJ Novels（日语：HJノベルス）〉）
- （著：瑞澤悠，〈HERO文庫〉）
- 魔王的處刑人（著：真島文吉，〈HERO文庫〉）

漫畫
- 勇者（原作：鏡貴也，〈KADOKAWA Comics〉，KADOKAWA，全1冊）
- ！（短篇，《月刊Dragon Magazine（日语：ドラゴンマガジン (富士見書房)）》，KADOKAWA／富士見書房）
- （短篇，《月刊Dragon Magazine》，KADOKAWA／富士見書房）

## 外部連結
- SAORI_T WEB（页面存档备份，存于） （日語）－豐田瑣織的官方個人網站。
- 豐田瑣織的X（前Twitter） （日語）
- 豐田瑣織的pixiv （日語）